# Ndop, Kamerun
Ndop (franska: Ramunka, Bamunka) är en ort i Nordvästra regionen i Kamerun,  somligger 260 km nordväst om Yaoundé. Ndop ligger 1 183 meter över havet och antalet invånare är 30 467.